# カラー・ミー・ブラッド・レッド
『カラー・ミー・ブラッド・レッド 』（英:Color Me Blood Red）は1965年のスプラッター映画。監督・脚本はハーシェル・ゴードン・ルイス。市民を殺害し、彼らの血を赤色の絵の具として使う猟奇的な絵描きを描いた作品。ハーシェル・ゴードン・ルイス監督のファンが「血まみれ三部作(The Blood Trilogy)」と呼ぶシリーズの三作目。前二作は、血の祝祭日Blood Feast(1963年)と2000人の狂人(1964年)。主人公が登場時は正常な範疇の人間で、葛藤しつつ狂気へ移行していく過程が描かれている点が同監督の作品としては異色であり、殺戮場面もやや少なめである。

## ストーリー
画家のアダムは才能のことで思い悩んでいたところ、助手のギギがけがをしてキャンバスに血を付けてしまった様子を見て、血の赤が自分が求めていたものだと確信する。
当初、彼は自傷しながら作業を進めていたものの、ギギを殺してその血を絵具として使う。
ギギの血で描いた絵は評判になったものの、もう一枚描くことを求められたため、今度は家の近所のビーチに来ていたカップルを殺し、その血を用いて絵を描く。
ある日、エイプリルという女性が仲間たちとともにビーチを訪れ、アダムの頼みでモデルを引き受ける。
エイプリルはアダムの画廊を訪れたところを監禁されるが、恋人に助けられる。
そして、恋人はアダムを射殺し、キャンバスは彼の血で赤く染まった。

## キャスト
- アダム・ソーグ：ゴードン・オー・ハイム
- エイプリル・カーター：キャンディ・コンダー
- ジジ：エリン・ワーナー
- パトリシア・リー：パット・フィン・リー
- ロルフ：ジェローム・エデン
- ファンズワース：スコット・H・ホール
- ジャック：ジム・ジャケル
- カーター夫人：アイリス・マーシャル